# Bill Weld

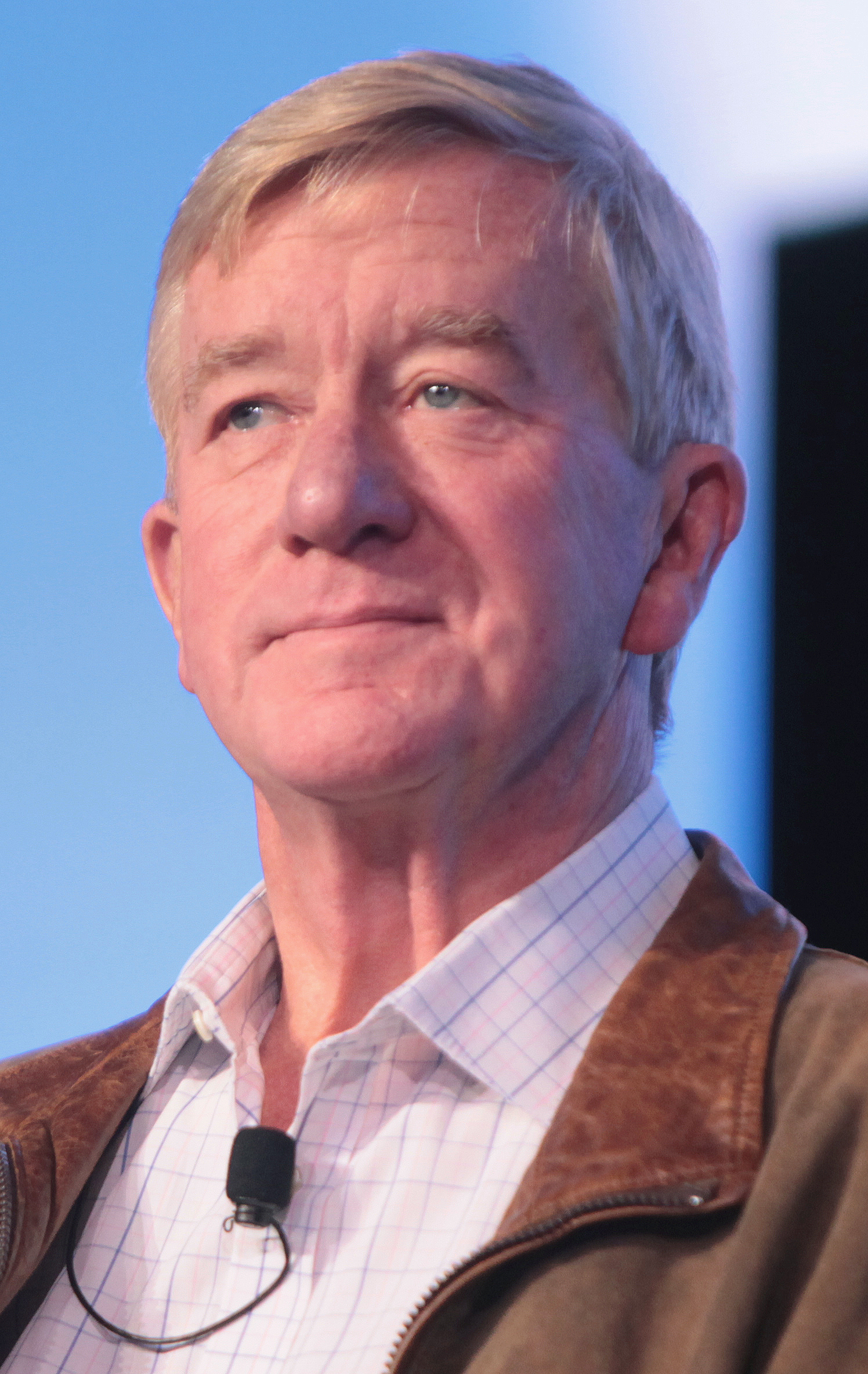
William Weld (2016)

William Floyd „Bill“ Weld (* 31. Juli 1945 in Smithtown, Long Island, New York) ist ein US-amerikanischer Jurist und Politiker. Er war der Kandidat der Libertarian Party für das Amt des Vizepräsidenten bei der Präsidentschaftswahl 2016. Zuvor war er als Republikaner von 1991 bis 1997 der 68. Gouverneur des Bundesstaates Massachusetts.
Von 1981 bis 1986 war Weld als Nachfolger von Edward F. Harrington Bundesstaatsanwalt für den Distrikt von Massachusetts; danach war er bis 1988 als Assistant Attorney General für das US-Justizministerium tätig. 1996 war er republikanischer Kandidat für den US-Senat in Massachusetts, unterlag aber dem demokratischen Amtsinhaber John Kerry. Weld erhielt 45 Prozent der Stimmen, Kerry 52 Prozent. 1997 wurde Weld von Präsident Bill Clinton für den Posten des US-Botschafters in Mexiko nominiert, den er jedoch nicht antreten konnte, weil er nicht die erforderliche Bestätigung durch den Senat erhielt. 2006 bemühte er sich um die republikanische Kandidatur für das Amt des Gouverneurs des Staates New York und wurde zugleich von der Libertarian Party als Kandidat nominiert. Nach einer Abstimmungsniederlage auf dem Parteitag der Republikaner in New York zog er jedoch seine Kandidatur zurück.
Bei den Vorwahlen zur Präsidentschaftswahl 2008 unterstützte Weld die Bewerbung von Mitt Romney um die republikanische Kandidatur. Nachdem jedoch John McCain von den Republikanern nominiert wurde, erklärte Weld am 24. Oktober 2008 seine Unterstützung für den demokratischen Kandidaten Barack Obama.
Am 29. Mai 2016 wurde Weld von der Libertarian Party zum Kandidaten für das Amt des Vizepräsidenten gekürt; Weld trat zusammen mit dem zum Präsidentenamt kandidierenden Gary E. Johnson an. Trotz guter Umfrageergebnisse gelang es den Kandidaten nicht zu den Fernsehdebatten eingeladen zu werden, daher blieben sie weitgehend unbekannt. Dennoch gelang es ihnen in den Wahlen 4.488.919 Stimmen (3,28 %) zu erhalten. Damit war sie sowohl absolut (vorher: 1.275.923 für Johnson im Jahr 2012) als auch relativ (vorher 1,06 % für Ed Clark und David Koch im Jahr 1980) die erfolgreichsten Kandidaten für die Libertarian Party.
Im Februar 2019 gab Bill Weld, ehemaliger Gouverneur von Massachusetts, die Gründung eines Exploratory committee für eine Kandidatur als Republikaner bei der Präsidentschaftswahl 2020 bekannt.
Weld kündigte am 15. April 2019 an, er werde Präsident Donald Trump in den Vorwahlen der Republikaner 2020 herausfordern. Am 3. Februar 2020 gewann er in Iowa mit 1,3 % der abgegebenen Stimmen einen Delegierten für den Nominierungsparteitag der Republikaner. Am 18. März 2020 beendete er seine Kampagne.
Im US-Präsidentschaftswahlkampf 2024 unterstützte Weld die Kampagne Republicans for Harris.